# Zubrzyca Dolna
Zubrzyca Dolna (slowakisch Nižná Zubrica, ungarisch Alsózubricza) ist eine Ortschaft mit einem Schulzenamt der Gemeinde Jabłonka im Powiat Nowotarski der Woiwodschaft Kleinpolen in Polen.

## Geographie
Der Ort am Bach Zubrzycki südöstlich des Bergs Babia Góra.

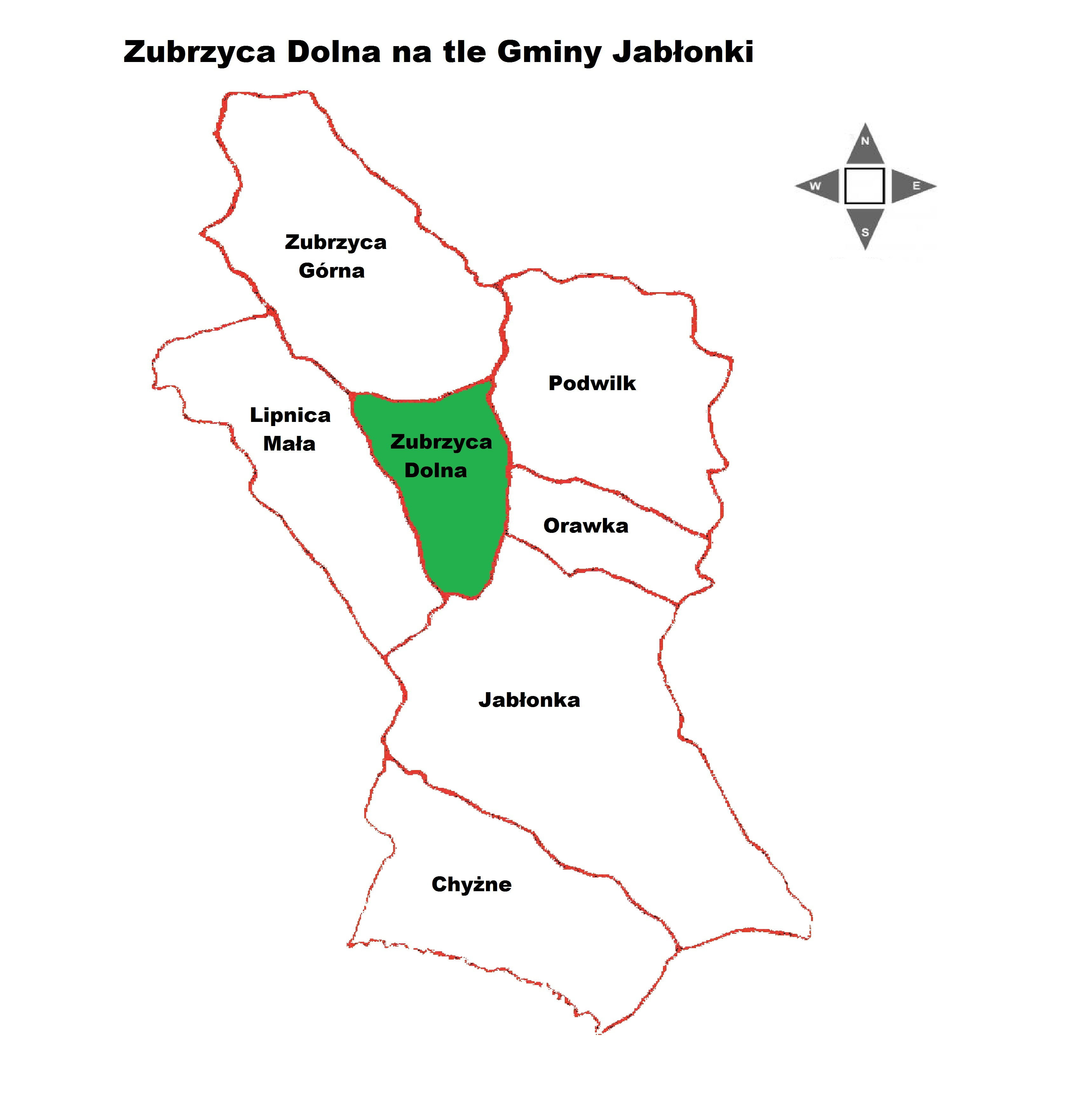
Lage von Zubrzyca Dolna in der Gemeinde

## Geschichte
Der Ort liegt in der Landschaft Arwa, die bis 1918 zum Königreich Ungarn gehörte. Der Ort Zubrzyca wurde im Jahre 1567 erstmals urkundlich erwähnt, aber offiziell wurde er erst im Jahre 1619 auf Initiative von Elżbieta Czobor und ihrem Sohn Emerich Thurzo gegründet. Die Gründer waren Wojciech und Adam Szyszka, die mit anderen Siedlern aus dem Gebiet Żywiec (Saybusch) in Polen kamen.
Im Jahre 1683 wurde der Ort zweimal vernichtet, und zwar von den Kuruzen von Emmerich Thököly und von den nach Wien marschierenden Truppen von Kazimierz Sapieha, und dann wieder im Aufstand von Franz II. Rákóczi (1703 bis 1711).
Ab 1651 gehörten die örtlichen Katholiken der Pfarrei in Orawka an, 1787 entstand die Pfarrei in Zubrzyca Górna und erst im Jahre 1989 in Zubrzyca Dolna.
Im 19. Jahrhundert wurde Slowakisch die Sprache der Kirche und der Schule, aber die lokalen Goralen sprachen Goralisch, einen polnischstämmigen Dialekt. Im Jahre 1897 begannen polnische Aktivisten nationale Agitation. Im Jahre 1910 folgte die ungarische Verwaltung erstmals in der Volkszählung der polnischen Bitte und Goralisch wurde als Polnisch betrachtet. In diesem Jahre hatte das Dorf 842 Einwohner, davon alle römisch-katholisch, 8 slowakischsprachige, 834 anderssprachige (99 %, polnischsprachig).
1918, nach dem Ende des Ersten Weltkriegs und dem Zusammenbruch der k.u.k. Monarchie, kam das Dorf zur neu entstandenen Tschechoslowakei. Auf Grund der Tschechoslowakisch-polnischen Grenzkonflikte im Arwa-Gebiet wurde der Ort 1920 dann aber der Zweiten Polnischen Republik zugesprochen. Zwischen den Jahren 1920 und 1925 gehörte er zum Powiat Spisko–Orawski, ab 1. Juli 1925 zum Powiat Nowotarski. Im Jahre 1921 hatte die Gemeinde 197 Häuser mit 884 Einwohnern, davon 853 Polen, 31 anderer Nationalität (meistens Slowaken), 882 römisch-katholische, 1 israelitische, 1 anderer Religion.
Von 1939 bis 1945 wurde das Dorf ein Teil des Slowakischen Staates.
Von 1975 bis 1998 gehörte Zubrzyca Dolna zur Woiwodschaft Nowy Sącz.

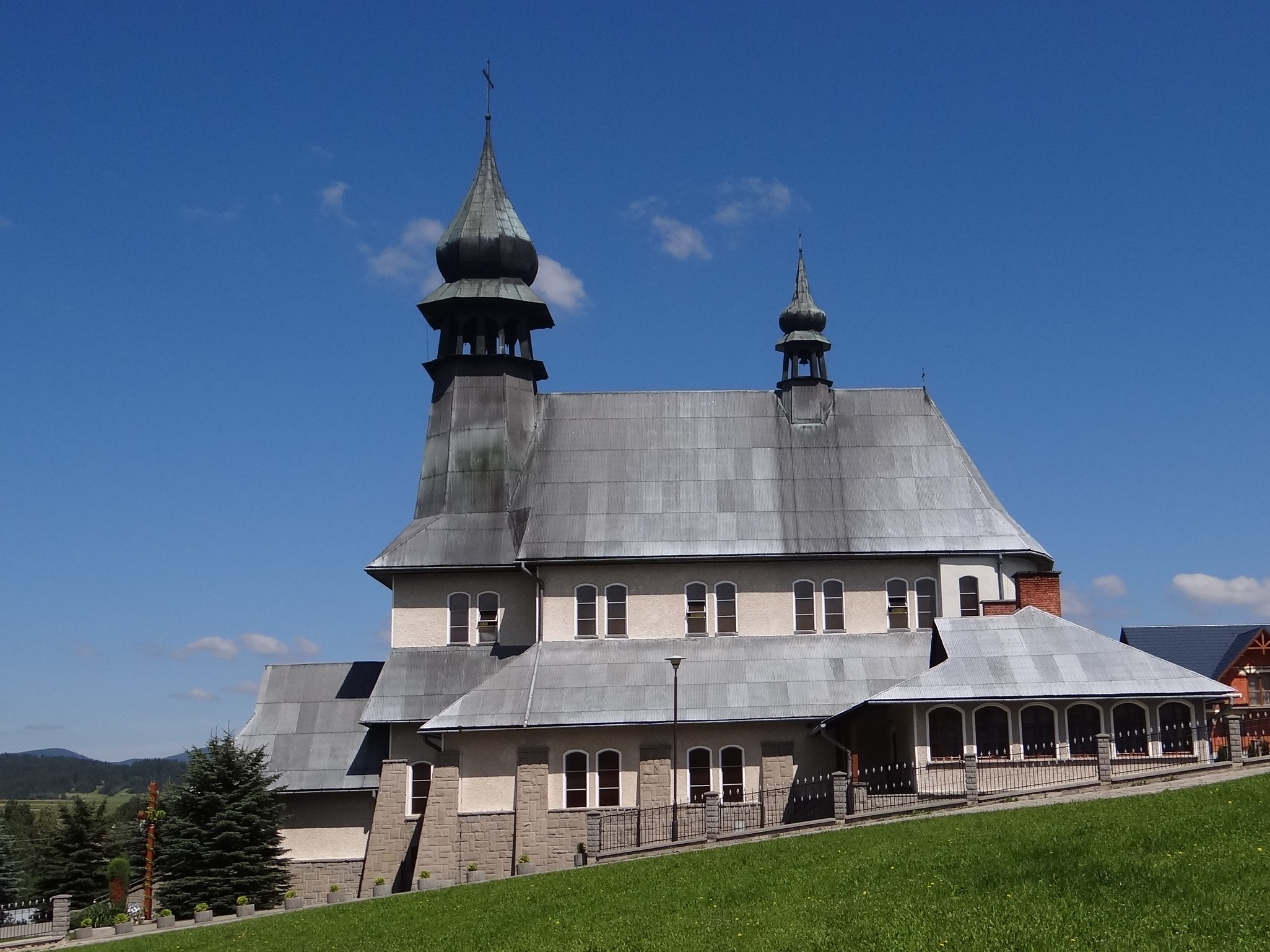
Kirche, gebaut 1983–1985